# Verzögerungsgeld
Das Verzögerungsgeld ist eine steuerliche Nebenleistung, die im § 146 Absatz 2c AO geregelt ist. Bis 28. Dezember 2020 war es im Absatz 2b geregelt, der durch Art. 10 des Jahressteuergesetzes 2009 vom 19. Dezember 2008 (BGBl 2008 I S. 2794) mit Wirkung vom 25. Dezember 2008 eingeführt worden war.
Ein Verzögerungsgeld kann insbesondere dann festgesetzt werden, wenn Steuerpflichtige ihrer Mitwirkungspflicht im Rahmen einer Betriebsprüfung nicht nachkommen oder ihre Buchhaltung ohne Genehmigung in einen Drittstaat (also aus der EU heraus) verlegen. Dabei kann das Verzögerungsgeld auf betreffende Unterlagen nur einmal festgesetzt werden. Das Verzögerungsgeld kann zwischen 2.500 € und 250.000 € betragen. Es wird durch Verwaltungsakt festgesetzt und es handelt sich um eine Ermessensentscheidung im Sinne von § 5 AO.
Der Anwendungsbereich des Verzögerungsgeldes beschränkt sich seit dem 1. Januar 2025 nur noch auf den Bereich der Verlagerung der elektronischen Buchführung in das Ausland. Bei schuldhafter Nichterfüllung eines qualifizierten Mitwirkungsverlangens nach § 200a Absatz 1 AO wird seitdem ein Mitwirkungsverzögerungsgeld festgesetzt.